# 藤岡市立東中学校
藤岡市立東中学校（ふじおかしりつ ひがしちゅうがっこう）は、群馬県藤岡市本郷にある公立中学校。

## 沿革
- 1976年（昭和51年）4月 - 創立

## 部活動
公式ウェブサイトによると、以下の部活動が存在する。
なお、水泳、新体操、硬式テニス、スキーは入っているクラブで活動している。生徒は部活に入らなくてはいけないが、クラブチームに入っている場合は入らなくてもよく、無所属となる。

### 運動部
- バスケットボール部（男女）
- バレーボール部（男女）
- ソフトテニス部（男女）
- 陸上競技部
- 卓球部（男女）
- 野球部
- 剣道部
- サッカー部
- 水泳部（クラブ）
- 新体操部（クラブ）
- 硬式テニス部（クラブ）
- スキー部（クラブ）

### 文化部
- 美術部
- 科学部
- 家庭科部
- 吹奏楽部

## 行事
主に以下の行事がある。

## 校区
藤岡地区、美九里地区、美土里地区
藤岡市立藤岡第一小学校区、美九里東小学校区、美九里西小学校区

## 著名な出身者
- 飯島一彦 - プロ野球選手
- 常澤聡 - サッカー選手
- 内藤聡 - ラジオパーソナリティー